# Regina Carrol
Regina Carrol est une actrice américaine née en 1943 et morte en 1992. Épouse du réalisateur Al Adamson, elle est apparue dans la plupart de ses films. 

## Filmographie
- 1959 : Les Beatniks (The Beat Generation) de Charles F. Haas : La danseuse
- 1960 : Du haut de la terrasse de Mark Robson : non créditée
- 1961 : Les Deux Cavaliers (Two Rode Together) de John Ford : Freda Knudsen
- 1964 : L'Amour en quatrième vitesse (Viva Las Vegas) de George Sidney : La danseuse (non créditée)
- 1965 : Trente Minutes de sursis (The Slender Thread) de Sydney Pollack : non créditée
- 1966 : La blonde défie le FBI : non créditée
- 1969 : Satan's Sadists : Gina
- 1971 : The Female Bunch : Libby
- 1971 : Dracula contre Frankenstein : Judith Fontaine
- 1972 : Brain of Blood : Tracy
- 1972 : Blood of Ghastly Horror : Susan Vanard
- 1972 : Angels' Wild Women : Margo
- 1974 : Girls for Rent : non créditée
- 1975 : Jessi's Girls : Claire
- 1975 : Blazing Stewardesses : Lori
- 1976 : Le Gang des tueurs : Valerie
- 1977 : Black Samurai : La danseuse
- 1978 : Docteur Dracula : Valerie
- 1981 : Carnival Magic : Kate